# Jiří Zmatlík
Jiří Zmatlík (10. dubna 1921 – 31. října 2003) byl český fotbalista, československý reprezentant.

## Sportovní kariéra
Dvakrát se stal jako hráč mistrem Československa 1946 a 1948 a jednou vyhrál protektorátní ligu (1944) – vše se Spartou Praha. V domácí lize nastřílel ve 113 zápasech celkem 105 gólů (92 ve Spartě, 8 za Viktorii Plzeň, 5 za Čechii Karlín) a je tak členem Klubu ligových kanonýrů. Za Spartu sehrál v letech 1942–1949 celkem 192 zápasů. Přišel do ní z mužstva SKEP Praha a odcházel do Viktorie Plzeň. Dále působil ve Vítkovických železárnách. Do Zbrojovky Brno přišel v roce 1950, v druhé lize vstřelil 7 gólů, ale jelikož se mužstvu nepodařilo po roce vrátit mezi elitu, kariéru končil v Čechii Karlín. Byl charakterizován jako rychlý útočník s pověstnou dlouhou kličkou. Hrával na levém křídle.
Za národní tým odehrál 2 zápasy v roce 1946. V nich gól nedal.